# George Weigel
George Shillow Weigel (ur. 1951 w Baltimore) – amerykański pisarz katolicki, teolog, działacz społeczny i polityczny, autor najlepiej sprzedającej się biografii papieża Jana Pawła II, pt. Świadek nadziei.
Główną część twórczości pisarskiej Weigla zajmują sprawy religii i kultury; jest uważany za pisarza ortodoksyjnego w kwestiach wiary i pod tym względem porównywany do papieża Jana Pawła II i Benedykta XVI.

## Życiorys
Weigel dorastał w Baltimore w stanie Maryland, gdzie uczęszczał do katolickiego St. Mary’s Seminary and University. Później zdobył tytuł magistra (ang. masters degree) University of St. Michael's College w Toronto. Pisarz otrzymał dziewięć honorowych doktoratów oraz papieski Krzyż Pro Ecclesia et Pontifice. Polski minister kultury uhonorował biografa papieskiego Złotym Medalem „Zasłużony Kulturze Gloria Artis”.
W swej karierze uniwersyteckiej pisarz wykładał w St. Thomas the Apostle Seminary w Kenmore w stanie Waszyngton. Pracował również w World Without War Council of Greater Seattle oraz w Woodrow Wilson International Center for Scholars w Waszyngtonie. Założył i przewodniczył The James Madison Foundation w latach 1986–1989. Był jednym z sygnatariuszy dokumentu Evangelicals and Catholics Together w 1994. Obecnie współpracuje z Ethics and Public Policy Center w Waszyngtonie. Wraz z żoną Joan mieszka w North Bethesda w Hrabstwie Montgomery. W 2024 został odznaczony Krzyżem Kawalerskim i Komandorskim Orderu Zasługi Rzeczypospolitej Polskiej.

## Publikacje

### Przetłumaczone na język polski
- 1995 Ostateczna rewolucja: Kościół sprzeciwu a upadek komunizmu
- 1999 Świadek nadziei. Biografia Jana Pawła II[6]
- 2003 Czym jest katolicyzm? 10 kontrowersyjnych pytań[7]
- 2004 Odwaga bycia katolikiem
- 2005 Katedra i sześcian
- 2006 Listy do młodego katolika
- 2006 Boży wybór. Papież Benedykt XVI i przyszłość Kościoła katolickiego[8]
- 2007 Wiara rozum i wojna z dżihadyzmem - wezwanie do działania
- 2012 Kres i początek[9]
- 2014 Katolicyzm ewangeliczny
- 2015 Rzymskie pielgrzymowanie
- 2016 Doświadczanie Boga. Dla wierzących, poszukujących i wątpiących

### Pozostałe
- 2001 The Truth of Catholicism: Ten Controversies Explored
- 2003 The Final Revolution: The Resistance Church and the Collapse of Communism
- 2005 God's Choice: Pope Benedict XVI and the Future of the Catholic Church
- 2006 Das Projekt Benedikt
- 2008 Against The Grain: Chrisitanity And Democracy, War And Peace
- 2010 The end and the beginning: Pope John Paul II–The Victory of Freedom, the Last Years, the Legacy
- 2020 The Next Pope: The Office of Peter and a Church in Mission[10]